# Эстерхази, Агнеш
Графиня Агнеш Эстерхази (венг. Esterházy Ágnes; 15 января 1891, Клуж-Напока — 4 апреля 1956, Мюнхен) — австрийская актриса

 немого кино венгерского происхождения.

## Биография
Дочь графа Иосика Браницкого и его супруги, урождённой графини Агнеш Эстерхази. В 1910 году вышла замуж и по окончании Первой мировой войны покинула родную Трансильванию, отошедшую к Румынии. 
Дебют в немом кино состоялся в 1920 году в Будапеште, в 1923 по приглашению киностудии «Sascha-Film» прибыла на съемки в Вену. Вскоре последовали контракты в Мюнхене и Берлине. В 1920-е годы Агнеш Эстерхази много снималась в ролях второго плана, иногда получая главные роли в немецком кино. С распространением звукового кино кинокарьера Агнеш Эстерхази завершилась. Она играла в театре, преимущественно в Остраве. В 1943 году она в последний раз снялась в кино. 
Многолетние романтические отношения связывали актрису с Имре Кальманом, ради которого она даже расторгла свой брак. Агнеш Эстерхази стала прототипом многих героинь оперетт Кальмана — «Сильвы», «Марицы», «Принцессы цирка».